# 吉田すずか
吉田 すずか（よしだ すずか）は、日本の漫画家、デザイナー、イラストレーター。東京都国分寺市出身。現在はタツノコプロに所属。

## 人物
アニメ製作会社竜の子プロダクション（現・タツノコプロ）の設立者・初代社長吉田竜夫の長女。同社二代目社長兼初代会長であるアニメプロデューサー吉田健二と三代目社長である九里一平は叔父に当たる。さらにはタツノコプロにて編集技師を務める中野ちひろとProduction I.Gにて取締役を務める石川みちるは実妹である。Production I.Gの代表取締役社長およびタツノコプロ非常勤取締役を務めている石川光久は元義弟（みちるの元夫）。
タツノコプロの黎明期が自身の幼少期と重なっており、設立当初のタツノコプロを知る一人でもある。当時、自宅をそのままスタジオ代わりにしていた最初期のタツノコプロで実父の仕事場を遊び場とし、親や周囲の大人の真似で絵描き遊びをしながら育っていたという。そのため高校時代には名義が出ない状態ながらも非常勤スタッフ同然の扱いで企画会議やアイディアスケッチに参画していたとされる。
幼い頃は歌手に憧れていたが、父の仕事を手伝ううちに絵を描く仕事に惹かれるようになり、漫画家を目指した。1977年に『小学六年生』（小学館刊）にて「メルヘンランドのポポロンちゃん」を執筆し、漫画家デビューを果たす。そのままフリーランスの立場となり、キャラクターデザイナー、イラストレーターと仕事の幅を広げていった。企業のマスコットキャラクターなど手がける。その中には、ヤクルトスワローズの『つば九郎』のキャラクターデザインをし、着ぐるみになっている。りんどう湖ファミリー牧場のまきばくんとみどりちゃんや動物のキャラクターも着ぐるみになっている。その後、Production I.Gのアニメ作品『なんちゃってバンパイヤン』キャラクター原案のパイロット版作品に携わる。
2001年、竜の子プロダクションに所属。『よばれてとびでて!アクビちゃん』にキャラクター原案としてスタッフ参加を果たす。
自身の作風に関しては父の作風とは異なっている自覚はあるものの、それとはまた異なった部分で父より自分に受け継がれ、また後世のタツノコプロに受け継がれるべきものを、自分なりに次の世代に伝えていきたいという思いで、タツノコプロで仕事をしているという。

## エピソード
- タツノコアニメ『おらぁグズラだど』の登場人物「スズ子」のモデル。髪型やアクセサリーなど、幼少期のすずかの姿が、ほぼそのままキャラクターメイキングに反映された。無論これは彼女の父である竜夫の娘バカゆえのお遊びである[2]。
- 父を喪った後、悲しみからタツノコプロがらみの仕事を避けるように敬遠していた[2]。タツノコ帰参の契機となったのは、1990年代後半から2000年代初頭にかけて巻き起こった1970年代アニメのリメイクブームである。この一環として『ハクション大魔王』のキャラクターがCMに起用されたが、当時のタツノコスタッフによってリファインされたキャラクターデザインにショックを受けたことが大きい[2]。リファインされたキャラクターを一目見ただけで「かわいくない」「父の（志を受け継いだ者の描く）絵ではない」「（ハクション大魔王が）死んでしまったかのよう」と評し「（父の絵を歴代のタツノコプロに遺すためには）私が描かなければダメなんだ」と決意。それぞれ会長・社長職に就いていた二人の叔父たちに「私に描かせて！」と直訴。これがタツノコへの帰参を決定付けることとなり、同時にこの嘆願が『よばれてとびでて!アクビちゃん』製作のきっかけの一つともなっている[2]。

## 作品

### アニメ
- タイムパトロール隊 オタスケマン（1980年） - キャラクター
- なんちゃってバンパイヤン（1999年） - キャラクター原案
- バンパイヤンキッズ（2001年） - キャラクター原案
- よばれてとびでて!アクビちゃん（2002年） - キャラクター原案・監修（制作メインスタッフとして30年越しの親娘共演の初仕事）
- アクビガール（2006年） - 企画・キャラクターデザイン
- マッハガール（2008年） - キャラクターデザイン
- 科学忍ニャ隊ガッチャニャン（2018年、日本テレビ動画配信サービス「テレビバ」） - キャラクターデザイン[3]
- ハクション大魔王2020（2020年） - キャラクターデザイン原案[4]

### 漫画
- メルヘンランドのポポロンちゃん（1977年） - デビュー作。『小学六年生』（小学館・刊）1977年10月号から1978年3月号まで連載。単行本化はされていない。

### 著書
- しらゆきひめ あかずきん〈グリム〉（文：白根ゆり、絵：吉田すずか・岡本颯子）（1984年4月 集英社刊）ISBN 978-4-08245-107-3
- 三日泣いたら（文：田中道哉、絵：吉田すずか）（2007年6月 新風舎刊）ISBN 978-4-289-02326-4

### その他の作品
- アクビ娘 〜2006 SUZUKA version（2006年） - 歌唱。SUZUKA名義。2006年のアニメ『アクビガール』のオープニング主題歌「アクビ娘」のマキシシングルに収録
- 有名人100枚の絵でつなぐ カンボジア学校建設プロジェクト（2007年） - オープニングアニメーション制作、イラスト色紙寄稿。日本テレビ系列『行列のできる法律相談所』のチャリティプロジェクトに参加。色紙はオークションにかけられ255万円で落札された。企画冒頭で放映された17秒の短いオープニングアニメの制作にも携わった[5]。他に、カンボジアに建設した学校の校章（マーク）デザインや図書室に貼るタイルにもイラストを描いた[6]
- こえだちゃん（2011年） - 新シリーズ：キャラクターデザイン[7]
- ぶんじほたるホッチ（2012年） - キャラクターデザイン東京都国分寺市の公式キャラクター。タツノコプロがかつて国分寺市に本社があったことが縁（2013年に武蔵野市へ移転）
- Hinagirl（2021年） - ブランドキャラクターデザイン。クリエイターでモデルのHinataこと野々山ひなたのブランド[8]